# Жидківська сільська рада
Жи́дківський сільська рада (рос. Жидковский сельский совет) — сільське поселення у складі Петуховського району Курганської області Росії.
Адміністративний центр — село Жидки.
Населення сільського поселення становить 255 осіб (2017; 342 у 2010, 432 у 2002).

## Склад
До складу сільського поселення входять:
| Населений пункт    | Населення, осіб (2002) | Населення, осіб (2010) | Населення, осіб (2017) |
| ------------------ | ---------------------- | ---------------------- | ---------------------- |
| Бердюжка, присілок | -                      | -                      | -                      |
| Жидки, село        | 432                    | 342                    | 255                    |